# Сумор’єво
Сумор’єво (рос. Суморьево) — село в Вознесенському районі Нижньогородської області Російської Федерації.
Населення становить 430 осіб. Входить до складу муніципального утворення Бахтизинська сільрада.

## Історія
Від 2004 року входить до складу муніципального утворення Бахтизинська сільрада.

## Населення
| 1999 | 2002 | 2010 |
| ---- | ---- | ---- |
| 712  | ↘584 | ↘430 |